# 김덕
김덕(金悳, 1935년 5월 25일~)은 대한민국의 정치인이다. 제15대 국회의원을 지냈으며 제21대 통일부총리이다.

## 경력
- 1962년~1993년: 한국외국어대학교 전임강사, 조교수, 부교수, 교수.
- 1986년: 남북적십자 본회담자문위원
- 1986년 12월: 한국외국어대학교 대학원장
- 1987년: 한국국제정치학회장
- 1993년 2월~1994년 12월: 국가안전기획부장
- 1994년 12월~1995년 2월: 부총리 겸 통일원 장관
- 1996년 5월~2000년 5월: 제15대 비례대표 국회의원(신한국당, 한나라당)
- 서울 평화상 문화재단 이사장
- 전국경제인연합 남북경협특별위원회 고문
- 한국외국어대학교 국제지역대학원 특별초빙교수
- 성균관대학교 사회과학부 정치학 석좌초빙교수(현)

## 학력
- 경기고등학교
- 서울대학교 법과대학 학사
- 인디애나대학교 대학원 정치학 석사

## 저서
- 약소국 외교론
- 현대사회 사상사

## 역대 선거 결과
| 실시년도 | 선거  | 대수 | 직책     | 선거구 | 정당     | 득표수      | 득표율         | 순위       | 당락 | 비고 |
| -------- | ----- | ---- | -------- | ------ | -------- | ----------- | -------------- | ---------- | ---- | ---- |
| 1996년   | 총선  | 15대 | 국회의원 | 전국구 | 신한국당 | 6,783,730표 | \| \| 34.5% \| | 전국구 7번 |      | 초선 |
|          | 34.5% |      |          |        |          |             |                |            |      |      |

| 전임 이현우 | 제22대 국가안전기획부 부장 1993년 2월 26일~1994년 12월 23일 | 후임 권영해 |

| 전임 이홍구 | 제21대 부총리 겸 통일원 장관 1994년 12월 24일~1995년 2월 21일 | 후임 나웅배 |